# Bad Münstereifel

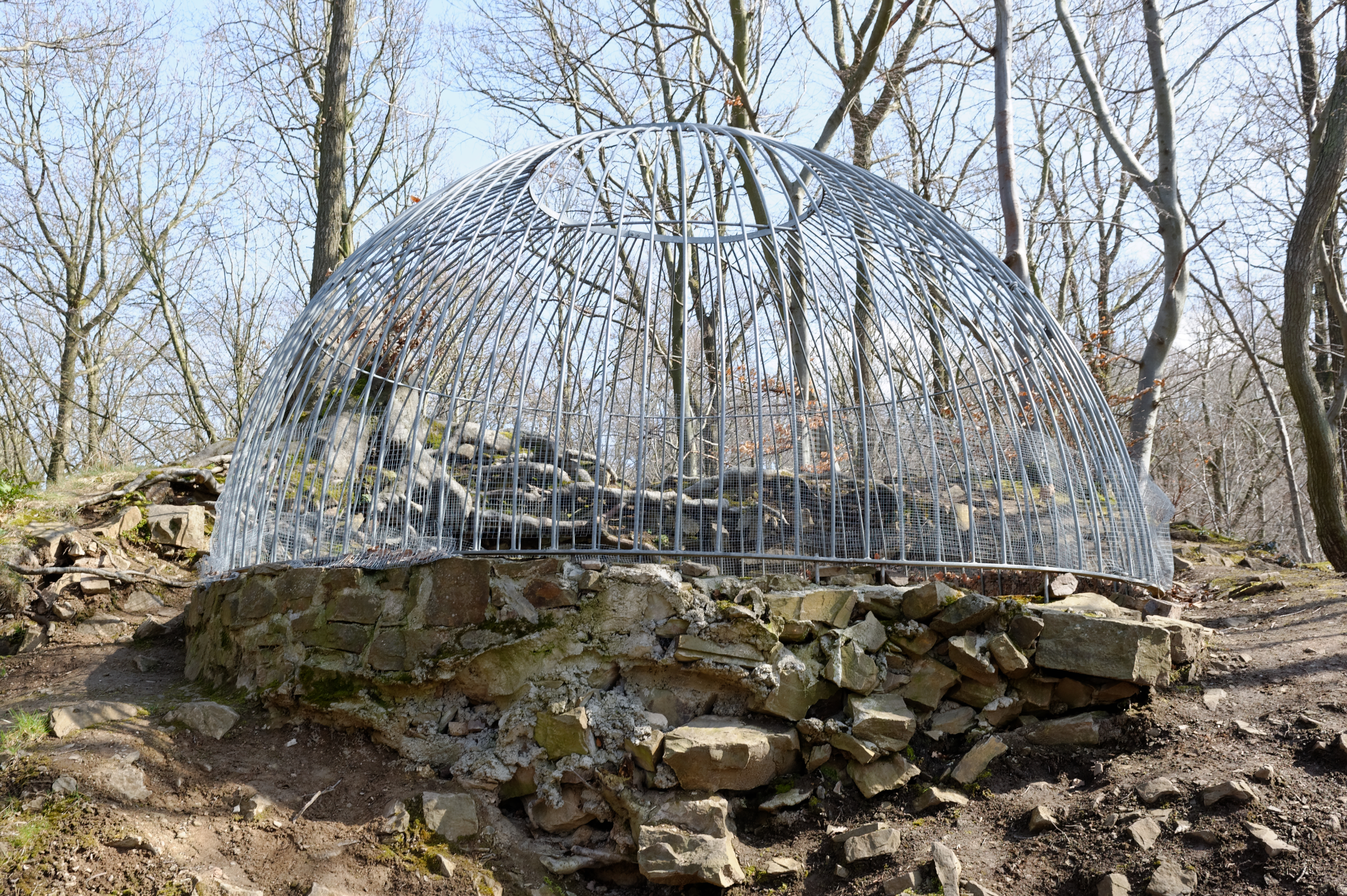

Bad Münstereifel est une ville de l'arrondissement d'Euskirchen, dans le Land de Rhénanie-du-Nord-Westphalie, Allemagne.
Bad Münstereifel est situé dans l'Eifel et une cité médiévale dont l'enceinte de fortification a été restaurée. La ville a conservé de nombreux monuments et maisons anciennes. Elle est habitée par 6 000 personnes, l'agglomération comporte 13 000 habitants dans les 51 lieux-dits et hameaux. Bad Münstereifel est un lieu de villégiature notamment pour les résidents des agglomérations voisines : Cologne, Bonn, Düsseldorf et la Ruhr. Depuis 1974, Bad Münstereifel est une station thermale officiellement reconnue dans tout le pays.

## Géographie

### Lieux-dits et hameaux (Stadtteile)
Arloff, Bergrath, Berresheim, Effelsberg, Eichen, Eicherscheid, Ellesheim, Esch, Eschweiler, Gilsdorf, Hilterscheid, Hohn, Holzem, Honerath, Houverath, Hummerzheim, Hünkhoven, Iversheim, Kalkar, Kernstadt Bad Münstereifel, Kirspenich, Kolvenbach, Kop Nück, Lanzerath, Lethert, Limbach, Lingscheiderhof, Mahlberg, Maulbach, Mutscheid, Neichen, Nitterscheid, Nöthen, Odesheim, Ohlerath, Reckerscheid, Rodert, Rupperath, Sasserath, Scheuerheck, Scheuren, Schönau, Soller, Vollmert, Wald, Willerscheid, Witscheiderhof

## Histoire
| Appartenances historiques Comté de Juliers IXe siècle-1336 Margraviat de Juliers 1336-1356 Duché de Juliers 1356-1797 République cisrhénane (Rhin-et-Moselle) 1797-1802 République française (Rhin-et-Moselle) 1802-1804 Empire français (Rhin-et-Moselle) 1804-1813 Royaume de Prusse (Grand-duché du Bas-Rhin) 1815-1822 Royaume de Prusse (Province de Rhénanie) 1822-1918 République de Weimar 1918-1933 Reich allemand 1933-1945 Allemagne occupée 1945-1949 Allemagne 1949-présent |

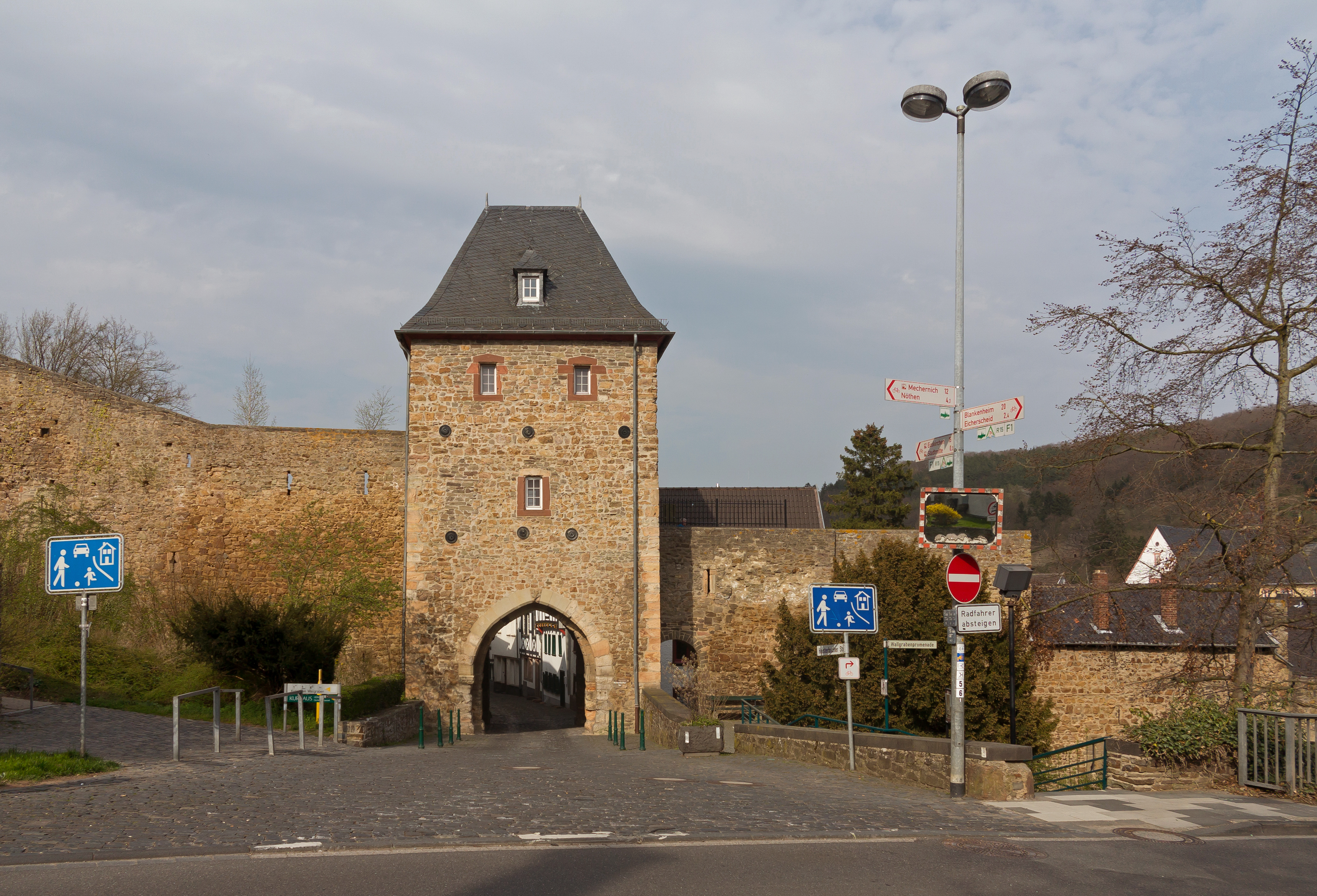
Bad Münstereifel, porte: der Heisterbacher Tor

Vers 830, le troisième abbé de Prüm, Markward, fonda une filiale de l'abbaye, qu'il appela Novum Monasterium. En 844 Serge II offrit à l'abbé les reliques du couple de martyrs romains Chrysanthus et Daria. Par la suite, le monastère acquit de l'importance grâce à la foule des pèlerins qui s'y pressait, et l'église devint le centre religieux du doyenné de l'Eifel. En 898, Zwentibold roi de Lotharingie donna à l'abbaye le droit d'établir un marché et un octroi ainsi que de battre monnaie. Autour des murs du monastère se créa une bourgade tandis que naissait un marché. Au XIIe siècle s'imposa un nouveau nom pour la colonie, Monasterium in Eiflia. Le cloître fut transformé en fondation. En 1300, le comte de Juliers construisit le château et érigea des fortifications autour de la ville. En 1356 Münstereifel devint siège d'un tribunal et acquit l'autonomie administrative. Ateliers de tissage de laine, tanneries et brasseries apparurent. En 1454 le duc de Juliers pourvut la ville d'un conseil municipal qui comprenait sept échevins et sept membres du conseil, parmi lesquels le maire était élu chaque année. 
Après 1600, Münstereifel devint une ville de la Contre-Réforme. En 1618, y vinrent des Capucins qui, sur le territoire de leur couvent, construisirent aussi une manufacture de draps, créant ainsi de nouveaux emplois pour les tisseurs de laine qui avaient de la difficulté à trouver du travail. En 1625 les jésuites commencèrent à enseigner au l'école Saint-Michel, établissement qui fut promu collège en 1649 ; la construction des bâtiments conventuels eut lieu de 1652 à 1674, celle de l'église des Jésuites de 1659 à 1668, les bâtiments scolaires furent édifiés de 1724 à 1727. Le dernier ordre à s'établir à Münstereifel fut en 1657 celui des carmélites dont le monastère fut construit en 1769 et 70. L'école Saint-Michel où enseignaient les jésuites était la seule école secondaire entre Cologne et Trèves. 
La sécularisation des couvents et des fondations en 1802 par Napoléon fut un coup sévère pour la vie économique de la ville, qui comptait alors sept monastères et églises avec un total d'environ 100 prêtres, religieuses et frères convers. Annexé à la Prusse en 1815, Münstereifel perdit en importance politiquement et économiquement. Ce n'est que vers la fin du XIXe siècle que le tourisme vint ranimer l'économie. Devenu ville de cure Kneipp en 1926, Münstereifel s'appelle depuis 1967 « Bad Münstereifel ».
De 1901 à 1965 sur la route qui mène à Iversheim se trouvait la Société Hettner, qui fabriquait des machines de forage géantes. Une d'elles a été placée comme monument au croisement de la route fédérale B51.
Du 10 mai au 6 juin 1940, lors de la Seconde Guerre mondiale et l'offensive allemande à l'ouest, Hitler s'est installé dans le quartier général nommé Felsennest (nid d'aigle rocheux) qu'on lui avait aménagé à Münstereifel-Rodert. Le Haut Commandement de l'armée (OKH) logeait dans un bunker et des baraquements aux alentours de la maison forestière du Hülloch.
Pendant la guerre, la ville a été en partie détruite.

## Politique

### Armoiries
Description : « Coupé en 1 d'or au lion de sable armé et lampassé de gueules, en 2 de gueules à l'étoile d'or »

### Jumelages
- Ashford (Kent) (Angleterre) depuis 1964
- Fougères (France) depuis 1967

## Loisirs
- Randonnées : 200 km de sentiers balisés pour sportifs et promeneurs
- Eifelbad: Base de loisirs : natation sportive et de loisir, toboggan, bassin extérieur (ouvert également l'hiver)
- Auberge de jeunesse DJH.

## Curiosités
De nombreuses scènes du téléfilm catastrophe allemand La Colère du volcan sorti en 2009, ont été tournées dans Bad Münstereifel et ses environs, qui a servi comme une petite ville de fiction dans l'Eifel, qui est détruite lors d'une éruption volcanique du lac de Laach.

C"est dans cette ville que le Parti Socialiste portugais a été fondé. 